# Coenosia striolata
Coenosia striolata är en tvåvingeart som beskrevs av Willi Hennig 1961. Coenosia striolata ingår i släktet Coenosia och familjen husflugor. Inga underarter finns listade i Catalogue of Life.